# Гибл, Ярослав (шахматист)
Ярослав Гибл (чеш. Jaroslav Hýbl, 11 марта 1928 — 20 июня 2006) — чехословацкий шахматист, гроссмейстер ИКЧФ (1968).
Участник чемпионатов Чехословакии 1962, 1963 и 1964 гг.
Добился значительных успехов в игре по переписке.
Серебряный призер 5-го чемпионата мира по переписке (1965—1968 гг.). Участник 6-го чемпионата мира по переписке (1968—1971 гг.).
В составе сборной Чехословакии победитель 5-й заочной олимпиады (1965—1968 гг.).

## Спортивные результаты
| Год                       | Город                                                                                          | Соревнование                                                                                   | + | − | = | Результат | Место             |
| ------------------------- | ---------------------------------------------------------------------------------------------- | ---------------------------------------------------------------------------------------------- | - | - | - | --------- | ----------------- |
| 1962                      | Яблонец-над-Нисоу                                                                              | Чемпионат Чехословакии                                                                         | 3 | 9 | 5 | 5½ из 17  | 16                |
| 1963                      | Прага                                                                                          | Чемпионат Чехословакии                                                                         | 5 | 8 | 6 | 8 из 19   | 15—16             |
| 1964                      | Брно                                                                                           | Чемпионат Чехословакии                                                                         | 5 | 4 | 8 | 9 из 17   | 6—7               |
| СОРЕВНОВАНИЯ ПО ПЕРЕПИСКЕ |                                                                                                |                                                                                                |   |   |   |           |                   |
| 1965—1968                 | 5-й командный чемпионат мира по переписке (заочная олимпиада; сборная Чехословакии, 4-я доска) | 5-й командный чемпионат мира по переписке (заочная олимпиада; сборная Чехословакии, 4-я доска) | 3 | 1 | 4 | 5 из 8    | Команда — чемпион |
| 1965—1968                 | 5-й чемпионат мира                                                                             | 5-й чемпионат мира                                                                             | 8 | 2 | 6 | 11 из 16  | 2—3               |
| 1968—1971                 | 6-й чемпионат мира                                                                             | 6-й чемпионат мира                                                                             | 3 | 3 | 9 | 7½ из 15  | 8                 |